# Amin Abou Rashed
Amin Abou Rashed (arabisch أمين أبو رشيد, DMG Amīn Abū Rašīd; * 1967) ist ein palästinensischer Aktivist, der die niederländische Staatsangehörigkeit besitzt.
Rashed hat sich durch verschiedene Stiftungen und Aktivistengruppen für die palästinensische Sache eingesetzt. In der Vergangenheit arbeitete er unter dem Namen Amin Abou Ibrahim für die niederländische Al-Aqsa-Stiftung. Diese Stiftung wurde mit der Terrororganisation Hamas in Verbindung gebracht und ist seit 2003 auf der Liste der verbotenen terroristischen Organisationen. Rashed pflegte Verbindungen zur Holy Land Foundation, einer amerikanischen Organisation die im Jahr 2008 in den Vereinigten Staaten bezichtigt wurde, die Hamas zu finanzieren. Rashed war zusammen mit Mohammed Cheppih auch aktiv für die Palästinensische Plattform für Menschenrechte und Solidarität (PPMS).
Im Jahr 2010 befand sich Amin Abou Rashed als Crewmitglied an Bord des Schiffes „Mavi Marmara“, die als Teil eines Konvois nach Gaza von der israelischen Marine aufgehalten wurde. Er war neben der Anthropologin Anne de Jong einer der beiden Besatzungsmitglieder mit niederländischer Staatsangehörigkeit. Rashed ist zufolge eines Postings auf der Website der Muslimbruderschaft, einer der Initiatoren der europäischen Aktion für den Bruch der Blockade des Gazastreifens und wird vom israelischen Geheimdienst als „Chef der Spendenaktion für die Hamas“ in Westeuropa betrachtet.
Als im Juni 2011 eine zweite Gaza-Hilfsflotte entstand, welche von der griechischen Regierung daran gehindert wurde auszulaufen, reagierte der israelische Minister Juli-Joel Edelstein auf einen Bericht der niederländischen Zeitung De Telegraaf:
„Die Teilnahme des Hamas-Mitglieds Amin Abu Rashid an der Flottille, der dafür bekannt ist Geldmittel für Terroroperationen der Hamas zu beschaffen, ist ein klarer Beweis dafür, dass dies keine humanitäre Flottille, sondern eine Provokation und ein Terrorunternehmen unter dem Deckmantel einer Flottille ist.“
(„The participation of Hamas member Amin Abu Rashid in the flotilla, who is known for fundraising money for Hamas terror operations, is clear proof that this is not a humanitarian flotilla, but a provocation and a terror operation in disguise of a flotilla,“)